# Thorbjörn Morén
Thorbjörn Morén, född 8 november 1781 i Ekshärads socken, död 7 juli 1843 i Karlskoga, var en svensk präst, teolog och riksdagsman.

## Uppväxtåren
Thorbjörn Morén var son till kyrkoherden Jöns Morén. Han blev 1798 student vid Uppsala universitet, magister där 1806 och prästvigdes samma år. Han erbjöds att bli docent i arabiska språket men tackade nej.

## Ämbetsgärning
Åren 1807–1808 var han huspredikant hos greve Adam Ludvig Lewenhaupt på Kasby. Under 1809 var han först pastorsadjunkt i Katarina församling, sedan bataljonspredikant vid Livregementsbrigadens grenadjärkår och blev därefter teologie adjunkt vid Kungliga Krigsakademien, en tjänst han innehade till 1813. Morén blev 1810 extraordinarie hovpredikant och avlade 1811 pastoralexamen. Han blev 1811 vice slottspastor vid Karlberg och var 1812–1824 teologie lektor och slottspastor vid Krigsakademien jämte kyrkoherde i Solna och Ulriksdal. Morén blev 1817 ledamot av Svenska Bibelsällskapet, 1820 av samfundet Pro Fide et Christianismo och erhöll 1822 teologie professors namn, heder och värdighet. Morén blev 1822 kyrkoherde i Karlskoga och Bjurtjärn (tillträdde 1824). Han arbetade här hårt för folkskolans utveckling och lyckades redan samma år han tillträdde driva igenom inrättandet av en folkskola. Han var en ivrig förespråkare för växelundervisningen som utbildningsform. Åren 1826–1841 var han även kontraktsprost i Visnums kontrakt.

## Politisk karriär
Morén deltog i riksdagarna 1828–1830, 1834–1835 och 1840–1841. Han var som riksdagsman ledamot av bankoutskottet 1828–1803 och 1834–1835, ledamot av förstärkta statsutskottet 1828–1841, ledamot av förstärkta konstitutionsutskottet 1828–1830, ledamot av förstärkta lagutskottet 1834–1835, ledamot av konstitutionsutskottet 1840–1841 och ledamot av förstärkta bankoutskottet 1840–1841. Morén var reformvänlig i skolfrågor, men i övrigt konservativ, och försvarade vid 1840–1841 års riksdag kungamakten och regeringen mot den liberala oppositionen. Han försvarade ståndsriksdagens bibehållande och föreslog införandet av ett "femte stånd" för att bereda de som stod utanför representation sådan med bibehållande av ståndsriksdagssystemet. Hans lösningar på de sociala problemen under 1820- och 1830-talen var ökad kontroll från statens sida, bland annat arbetstvång, att ge husbondes- och målsmansplikt gentemot de som mottog fattigunderstöd. Morén blev 1830 teologie doktor vid Uppsala universitet. Han var ledamot av Värmland och Närkes hushållningssällskap.
Trots att Morén liksom Erik Gustaf Geijer och Esaias Tegnér var medlem i Götiska förbundet och värmlänning hade de inga närmare kontakter. Tegnér var direkt kritisk inför att sätta upp Morén som biskopskandidat.

## Familj
Morén var gift med Brita Lovisa Bergsten, dotter till Erik Bergsten.